# Pentamerismus taxi
Pentamerismus taxi är en spindeldjursart som först beskrevs av Haller 1877.  Pentamerismus taxi ingår i släktet Pentamerismus och familjen Tenuipalpidae. Inga underarter finns listade i Catalogue of Life.